# جیمز کرک
جیمز نیکل کرک (به انگلیسی: James Nichol Kirk) (زاده ۲ مه ۱۹۸۶) یک بازیگر کانادایی است.
او بیشتر به خاطر بازی در نقش سباستین، در فیلم سینمایی این دختر همان مرد است شناخته می‌شود.
از دیگر فیلم‌های دیگر او می‌توان به دکتر دولیتل ۳، مقصد نهایی ۲، فرانکی و آلیس و ایکس ۲: مردان متحد اشاره کرد.